# Španělská vánoční loterie
Španělská vánoční loterie (oficiálně Sorteo Extraordinario de Navidad nebo zjednodušeně Lotería de Navidad) je národní loterie. Od roku 2012 ji každoročně organizuje úřad španělské státní správy, nazvaný Loterías y Apuestas del Estado. Název Sorteo de Navidad byl poprvé použit roku 1892.
Španělská vánoční loterie je loterií s druhou nejdelší nepřerušovanou tradicí na světě. Její historie zahrnuje období španělské občanské války, kdy se slosování konalo ve Valencii, poté co museli republikáni z Madridu přemístit sídlo vlády. Po sesazení vlády republikánů pokračovala loterie bez přerušení i během fašistického režimu generála Franca.
Z hlediska celkové částky na vyplacení výher se Španělská vánoční loterie považuje za největší loterii vůbec. Kdyby se roku 2012 prodaly všechny losy, dosáhla by celková vyplacená částka hodnoty 2,52 miliard eur (70 % příjmu z prodeje losů). V rámci výher první kategorie nazvané El Gordo („největší“) bylo celkově vyplaceno 720 milionů eur, které si mezi sebe rozdělilo 180 vlastníků výherních losů (billetes), díky čemuž každý z těchto losů znamenal výhru 4 miliony eur.
Pro rok 2013 se změnil počet tzv. series (viz níže), a to ze 180 na 160, takže celková částka určená na vyplacení výher bude 2,24 miliard eur (stejně jako dříve 70 % příjmu z prodeje losů).

## Čísla losů a výhry
Systém Španělské vánoční loterie je založen na losech (billetes) s 5cifernými čísly, stejně jako běžné slosování Španělské národní loterie. Díky ohromné popularitě této hry se tiskne každý los několikrát, v tzv. sériích. Na každý los a následné série tohoto losu se tiskne jedinečné 5ciferné číslo. Například los s číslem 00001 je vytištěn v několika verzích s různými sériovými čísly. Každý los stojí 200 eur. Jelikož je tato cena docela vysoká, prodávají se losy obvykle jako desetiny (tzv. décimos). Cena desetiny je 20 eur a vyplacená částka v případě výhry se rovná 10 % hodnoty uvedené výhry.
Serie – Každý billete (los) je vytištěn několikrát s různými sériovými čísly.
Billete – cena 200 eur – Celý los s 5ciferným číslem, který se skládá z 10 décimos (desetin losu).
Décimo – cena 20 eur – Desetina billete. Většina lidí kupuje décimos.
Také je možné si koupit dokonce ještě menší díl losu, tzv. participaciones („účasti“), a to jak soukromě, tak v rámci sdružení či jiných organizací. Mnoho společností kupuje losy, poté je rozděluje a prodává jako participaciones svým zákazníkům a zaměstnancům. Obvykle je cena těchto dílčích částí navýšena o příplatek, který se platí jako dar oné společnosti, která prodej zprostředkovává. Participaciones se vytvářejí tak, že se napíše číslo losu a zaplacená částka. Tento zápis účastník podepisuje na důkaz účasti. Pokud los vyhraje, tak každý, kdo si zaplatil účast, má nárok na odpovídající výhru v závislosti na zaplacené částce. 
Většina Španělů si každoročně kupuje alespoň malou část losu Vánoční loterie, i když během roku v loterii nesází. Jsou tady zahrnuty losy vyměněné mezi členy rodiny nebo známými a také participaciones, které prodali zaměstnavatelé.
V roce 2013 bude vytištěno 160 sérií 100 000 billetes (od 00000 do 99999) za 200 eur za kus. Pokud by se prodaly všechny losy, tržba za prodané losy by dosáhla 3,2 miliard eur a byly by vyplaceny výhry v hodnotě 2,24 miliard eur (70 % příjmu z prodeje losů). Pro sérii se uplatňuje následující struktura výher:
| Množství            | Výhra               | Popis | Celkem          |
| ------------------- | ------------------- | --- | --------------- |
| 1                   | 4 000 000 €         | El Gordo (hlavní cena)                                                                                    | 4 000 000 €     |
| 1                   | 1 250 000 €         | Druhá cena                                                                                                | 1 250 000 €     |
| 1                   | 500 000 €           | Třetí cena                                                                                                | 500 000 €       |
| 2                   | 200 000 €           | Čtvrté ceny                                                                                               | 400 000 €       |
| 8                   | 60 000 €            | Páté ceny                                                                                                 | 480 000 €       |
| 1,794               | 1 000 €             | La Pedrea                                                                                                 | 1 794 000 €     |
| 2                   | 20 000 €            | Pro dvě čísla předcházející číslu a následující po číslu, které vyhrálo hlavní cenu (tzv. aproximaciones) | 40 000 €        |
| 2                   | 12 500 €            | Pro dvě čísla předcházející číslu a následující po číslu, které vyhrálo druhou cenu (aproximaciones)      | 25 000 €        |
| 2                   | 9 600 €             | Pro dvě čísla předcházející číslu a následující po číslu, které vyhrálo třetí cenu (aproximaciones)       | 19 200 €        |
| 99                  | 1 000 €             | Pro 99 čísel se stejnými prvními třemi ciframi, jaké mělo číslo, které vyhrálo hlavní cenu                | 99 000 €        |
| 99                  | 1 000 €             | Pro 99 čísel se stejnými prvními třemi ciframi, jaké mělo číslo, které vyhrálo druhou cenu                | 99 000 €        |
| 99                  | 1 000 €             | Pro 99 čísel se stejnými prvními třemi ciframi, jaké mělo číslo, které vyhrálo třetí cenu                 | 99 000 €        |
| 198                 | 1 000 €             | Pro 99 čísel se stejnými prvními třemi ciframi, jaké měla čísla, která vyhrála čtvrté ceny                | 198 000 €       |
| 999                 | 1 000 €             | Pro 999 čísel se stejnými posledními dvěma ciframi, jaké mělo číslo, které vyhrálo hlavní cenu            | 999 000 €       |
| 999                 | 1 000 €             | Pro 999 čísel se stejnými posledními dvěma ciframi, jaké mělo číslo, které vyhrálo druhou cenu            | 999 000 €       |
| 999                 | 1 000 €             | Pro 999 čísel se stejnými posledními dvěma ciframi, jaké mělo číslo, které vyhrálo třetí cenu             | 999 000 €       |
| 9,999               | 200 €               | Pro 9 999 čísel se stejnou poslední cifrou, jakou mělo číslo, které vyhrálo hlavní cenu (vrácení peněz)   | 1 999 800 €     |
| Celkem za sérii     | Celkem za sérii     | Celkem za sérii                                                                                           | 14 000 000 €    |
| Celkem za 160 sérií | Celkem za 160 sérií | Celkem za 160 sérií                                                                                       | 2 240 000 000 € |

V roce 2012 vyhrálo hlavní cenu El Gordo v hodnotě 4 000 000 eur číslo 76058. Čísla 76057 a 76059 obdržela odpovídající výhry (aproximaciones) v hodnotě 20 000 eur. Navíc všechna čísla od 76000 do 76099 (kromě čísla, které vyhrálo El Gordo, ale včetně čísel, která vyhrála aproximaciones) obdržela výhry v hodnotě 1 000 eur jakožto čísla se stejnými prvními třemi ciframi, jako mělo číslo, které vyhrálo El Gordo. Všechna čísla končící na „58“ (kromě čísla, které vyhrálo El Gordo) obdržela výhry v hodnotě 1 000 eur a všechna čísla končící na „8“ (kromě čísla, které vyhrálo El Gordo) obdržela výhry v hodnotě 200 eur, čímž byly vlastníkům těchto losů vráceny peníze za koupi losu.
Přesné množství losů a sérií a taky ceny, za které se prodávají, se mohou každý rok měnit. Například roku 2004 bylo vytištěno 66 000 různých čísel v 195 sériích. V roce 2005 to bylo 85 000 čísel v 170 sériích, zatímco v roce 2006 byl počet sérií navýšen na 180. Od roku 2011 se tiskne 100 000 různých čísel ve 180 sériích. Výhry se také mohou měnit, jako například roku 2002, kdy bylo ve Španělsku zavedeno euro, nebo roku 2011, kdy byl El Gordo navýšen ze 3 000 000 eur na 4 000 000 eur, druhá cena z 1 000 000 eur na 1 250 000 eur, páté ceny z 50 000 eur na 60 000 eur a bylo přidáno dalších 20 pedreas v hodnotě 1 000 eur. V roce 2013 se v souladu s očekávanou poptávkou snížil počet sérií ze 180 na 160.

## Slosování
Od 18. prosince 1812 probíhá slosování Vánoční loterie každý rok stejným způsobem. V minulosti se slosování konalo v síni Národní loterie (Lotería Nacional) v Madridu, zatímco v roce 2010 a 2011 proběhlo v Palacio Municipal de Congresos de Madrid a v roce 2012 v Teatro Real v Madridu. Žáci ze Školy sv. Ildefonsa ('penisan Ildefonso), do které dříve chodili sirotci zaměstnanců veřejné správy, losují čísla a jim odpovídající výhry, přičemž veřejnosti hlasitě zpívají výsledky. Do roku 1984 se účastnili slosování pouze chlapci ze Školy sv. Ildefonsa; toho roku se Mónica Rodríguez stala první dívkou, která zpívala výsledky, včetně čtvrté ceny v hodnotě 25 000 000 španělských peset. Je zvykem, že výherci Škole sv. Ildefonsa darují část vyhraných peněz. Kdo se přijde podívat na slosování, si může vzít extravagantní oblečení a klobouky tematicky spojené s loterií. Státní Televisión Española a Radio Nacional de España spolu s dalšími médii vysílají průběh celého slosování, které se v současné době koná každý rok 22. prosince.
Ke slosování se používají dvě kulaté nádoby. Velká nádoba obsahuje 100 000 malých dřevěných kuliček, z nichž na každé se nachází jedinečné 5ciferné číslo od 00000 do 99999. Malá nádoba obsahuje 1 807 malých dřevěných kuliček, na kterých je napsána výhra v eurech:
- 1 kulička označující první cenu, El Gordo,
- 1 kulička označující druhou cenu,
- 1 kulička označující třetí cenu,
- 2 kuličky označující druhou cenu,
- 8 kuliček označujících pátou cenu,
- 1 794 kuliček označujících malé výhry tzv. la Pedrea, doslova „záplava kamínků“ nebo „kamenování“.

Nápisy na dřevěných kuličkách se v dnešní době dělají laserem, aby se předešlo rozdílům mezi váhou jednotlivých kuliček. Kuličky váží 3 g a mají průměr 18,8 mm. Předtím než jsou vloženy do nádob, se ukazují veřejnosti, aby si každý mohl ověřit, že kuličky s jeho čísly nechybí.
V průběhu slosování se jednotlivé kuličky vytahují z obou kulatých nádob zároveň. Jedno dítě zpívá výherní číslo a druhé dítě zpívá příslušnou cenu. Tento proces se opakuje, dokud k sobě všechny kuličky označující výhry nemají přiřazené výherní číslo. Vzhledem k velkému množství cen trvá slosování několik hodin. Děti se osmkrát nebo devětkrát střídají, podle počtu čísel, která losují.
Kuličky v sobě mají dírky, aby se mohly navléknout na dráty do rámů, ve kterých jsou po slosování ukazovány veřejnosti. Když se vylosuje hlavní cena, obě děti několikrát opakovaně zpívají a ukazují kuličky komisi, následně nasazují kuličky na konce dvou křížových šroubováků upevněných na podstavci před uchycenou kamerou. Potom se tyto kuličky navlékají na dráty do rámů stejně jako ostatní kuličky. Ačkoli je slosování založeno na náhodě, publikum tleská dětem, které vylosovaly vysoké výhry. Kromě výher, které se losují z nádob, jsou některé ceny vypočítány podle výherních čísel (viz výše uvedená tabulka výher).
Systém dvou nádob míval tradici ve španělské loterii, ale nyní se používá pouze ve Vánoční loterii. Pro ostatní týdenní nebo mimořádná slosování v průběhu roku se využívá systém pěti nádob, z nichž každá obsahuje deset kuliček (očíslovaných od 0 do 9). Z těchto nádob se vytahuje pět cifer výherních čísel.
Pravděpodobnost navrácení nákladů na koupi losů je 10 % (díky stejné poslední cifře, jakou má hlavní výherní číslo), zatímco pravděpodobnost výhry větší částky se pohybuje kolem 5,3 %. Struktura výher usnadňuje účastníkům výhru alespoň určité částky peněz v porovnání s jinými loteriemi; proto se říká, že výhry Vánoční loterie jsou dobře rozdělené lidem v celém Španělsku. Pravděpodobnost výhry El Gordo je 1:100 000, což je 0,001 %, zatímco pravděpodobnost výhry hlavní ceny v loterii Euromiliony je 1:116 531 800, tedy 0,0000000086 %.
Účastníci, kteří nevyhrají, se uchylují k otřepanému klišé, že „zdraví je to nejdůležitější“. Ti, kdo alespoň získají zpět své peníze, často investují nabytou výhru do losu loterie Sorteo de El Niño, druhého nejdůležitějšího slosování, které se koná na svátek Tří králů 6. ledna.

## El Gordo
Vrcholem slosování je moment, kdy je vytažena kulička označující hlavní cenu El Gordo. Prodejny losů obvykle prodávají pouze série losů jednoho nebo dvou čísel, takže výherci nejvyšších cen často bydlí ve stejném městě či regionu, nebo pracují pro stejnou firmu. V roce 2011 se naprosto všechny výherní losy El Gordo prodaly v Grañénu, malém městečku s 2 000 obyvateli v provincii Huesca. V roce 2010 získali v Barceloně výherci hlavní ceny El Gordo 414 milionů eur a dalších 585 milionů eur hlavní ceny se rozdělilo mezi výherce v Madridu, na ostrově Tenerife, v Alicante, Palencii, Zaragoze, Cáceresu a Guipúzcoe. V roce 2006 se hlavní výherní číslo prodávalo na osmi různých prodejních místech ve Španělsku, zatímco výherní číslo druhé ceny (s výhrou 100 000 eur za décimo) se prodávalo pouze v kiosku na Puerta del Sol v centru Madridu. V roce 2005 se hlavní výherní číslo prodávalo ve městě Vic v Katalánsku (populace 37 825), jehož obyvatelé vyhráli kolem 500 milionů eur (300 000 eur za výherní décimo).
V mnoha zemích, kde se nemluví španělsky, panuje mylná představa, že je pojem El Gordo specifický pro Vánoční loterii; někteří lidé si dokonce myslí, že je El Gordo názvem oné loterie. Nicméně, skutečný význam slova El Gordo jednoduše označuje „první cenu“ (doslova znamená „tlustý“, přesněji „největší“). I jiné loterie mají svou vlastní cenu El Gordo. Aby toto nebylo málo matoucí, existuje relativně nová týdenní španělská loterie nazvaná El Gordo de la Primitiva, která nemá nic společného s Vánoční loterií kromě toho, že ji organizuje španělská státní loterijní společnost Loterías y Apuestas del Estado.